# Jürgen Becker (Jurist)
Jürgen Becker (* 31. Juli 1944 in Schlesien) ist Jurist und war bis zum 31. Juli 2009 im Vorstand der Gesellschaft für musikalische Aufführungs- und mechanische Vervielfältigungsrechte (GEMA). Zuvor war Becker bis zum 31. Dezember 2006 Sprecher des Vorstands der GEMA.

## Werdegang
Jürgen Becker studierte Rechtswissenschaft an der Albert-Ludwigs-Universität Freiburg und der Rheinischen Friedrich-Wilhelms-Universität Bonn. 1966 wurde er Mitglied des Corps Rhenania Freiburg. Er erwarb den akademischen Grad LL.M. an der Princeton University. Anschließend wurde er in Freiburg promoviert und habilitiert. Es folgte die Ernennung zum Professor für Öffentliches Recht, Völkerrecht und Europarecht an der Freiburger Universität. Becker ist Mitglied des Vorstands des Instituts für Urheber- und Medienrecht und Schriftleiter der Zeitschrift für Urheber- und Medienrecht und des Rechtsprechungsdienstes dieser Zeitschrift.
Zwischen 1987 und 1990 war Becker Justitiar des Börsenvereins des Deutschen Buchhandels. Ab 1990 übte er die Funktion des Chefsyndikus der GEMA aus und wurde 1998 in den Vorstand der GEMA berufen. 2000 wurde er stellvertretender Vorsitzender des Vorstandes der GEMA. Bis zum 31. Dezember 2006 war er Sprecher des Vorstandes der GEMA. Das Amt des Vorstandsvorsitzenden der GEMA hat seit 1. Januar 2007 Harald Heker (vormals hauptamtlicher Hauptgeschäftsführer des Börsenverein des Deutschen Buchhandels) übernommen.
Daneben war Jürgen Becker seit 2005 Vizepräsident der GESAC (Groupement Européen des Sociétés d'Auteurs et Compositeurs, Brüssel) und Präsident des BIEM-Management Committees (Bureau International des Sociétés gérant les Droits d'Enregistrement et de Reproduction Mécanique, Paris).

## Ehrungen
- 2004: Bundesverdienstkreuz am Bande[2]